# Innokenti Weniaminow

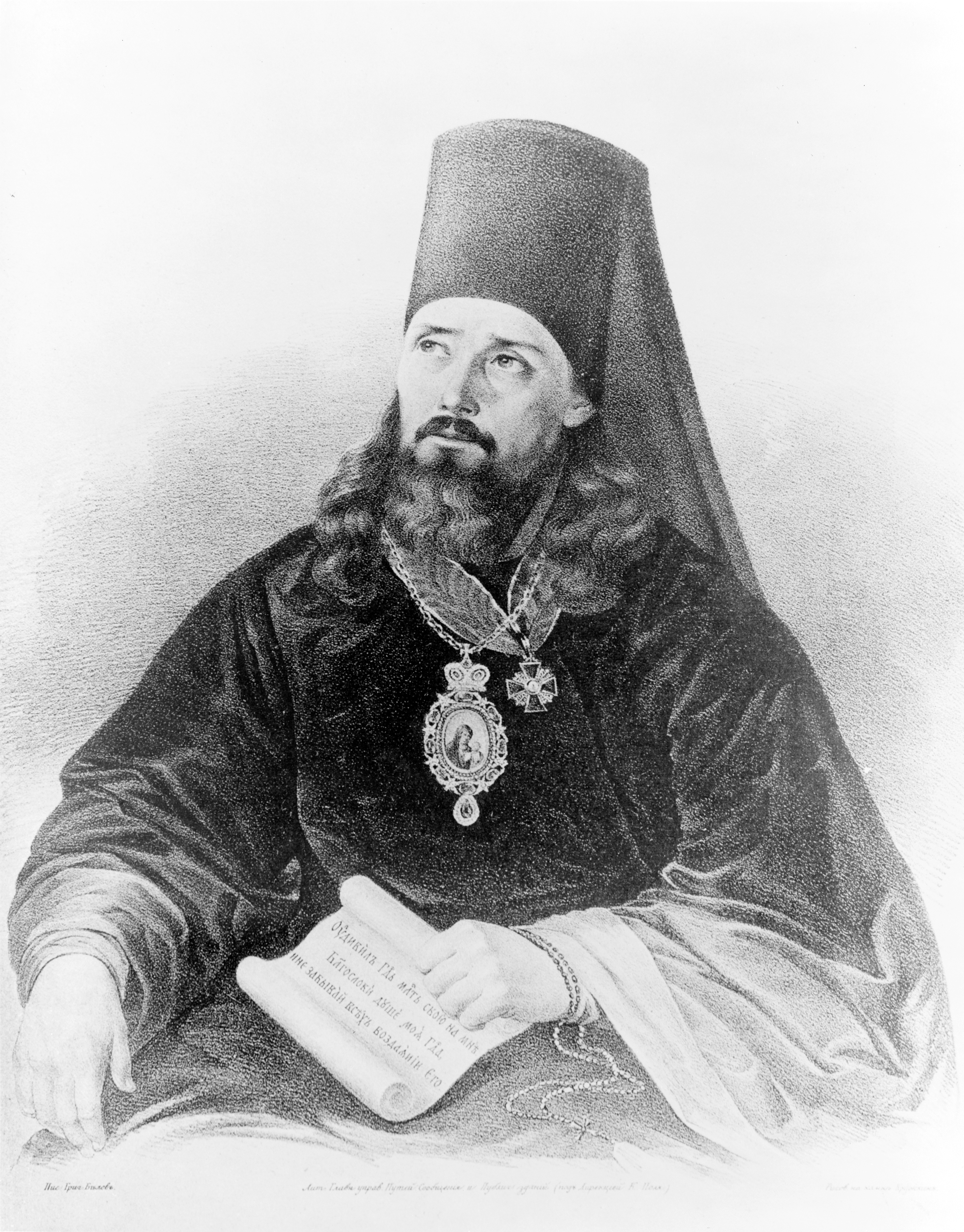
Innokenti als Metropolit von Moskau

Innokenti Weniaminow (russisch Иннокентий Вениаминов, weltlich Иван Евсеевич Попов Iwan Jewsejewitsch Popow, in der Literatur oft auch Ivan Veniaminov; * 26. Augustjul. / 6. September 1797greg. in Anga (Anginskoje), Ujesd Wercholensk, bei Irkutsk; † 31. Märzjul. / 12. April 1879greg. in Moskau), später bekannt als Heiliger Innozenz von Alaska oder Moskau, war ein Priester, Erzbischof, Metropolit und Missionar der russisch-orthodoxen Kirche und ist ein Apostelgleicher. Im Dezember 1857 wurde er Ehrenmitglied der Russischen Akademie der Wissenschaften in Sankt Petersburg.
Er spielte zugleich für die Erforschung der Sprachen und Kultur des nördlichen Pazifikraums, vor allem hinsichtlich der Ethnographie der Aleuten und der Tlingit, eine wichtige Rolle. Unter anderem hat er Bibeltexte in mehrere aleutische Sprachen übersetzt und war als Missionar auf der Insel Unalaska tätig. Seine Beschreibungen des Lebens auf den Aleuten sind wichtige Zeugnisse der inzwischen weitgehend zerstörten Kultur der Aleuten. 1977 wurde er von der russisch-orthodoxen Kirche heiliggesprochen.

## Publikationen (Auswahl)
- Записки об островах Уналашкинского отдела [Notizen über die Inseln des Unalaschkaischen Bezirks]. 3 Bände. Russländisch-Amerikanische Kompagnie (Hrsg.), St. Petersburg 1840 (russisch; Digitalisat)[2]